# Prosopocera multipunctata
Prosopocera multipunctata är en skalbaggsart som först beskrevs av Stefan von Breuning 1936.  Prosopocera multipunctata ingår i släktet Prosopocera och familjen långhorningar. Inga underarter finns listade i Catalogue of Life.